# Pseudagapostemon jujuyensis
Pseudagapostemon jujuyensis är en biart som beskrevs av Cure 1989. Pseudagapostemon jujuyensis ingår i släktet Pseudagapostemon och familjen vägbin. Inga underarter finns listade i Catalogue of Life.